# Менглет, Георгий Павлович
Гео́ргий Па́влович Менгле́т (4 (17) сентября 1912, Воронеж, Российская империя — 1 мая 2001, Москва, Россия) — советский и российский актёр; народный артист СССР (1974), народный артист Таджикской ССР (1943), лауреат Государственной премии РСФСР им. К. С. Станиславского (1977).

## Биография
Георгий Менглет родился 4 (17) сентября 1912 года в Воронеже, в семье служащего Павла Владимировича Менглета (1884—1967) и домохозяйки Екатерины Михайловны Менглет (1887—1978).
Прапрадед капитан французской армии, в XIX веке перешёл на службу в Русскую императорскую армию и принял православие. С того времени и ведёт своё начало российская ветвь семьи Менглетов.

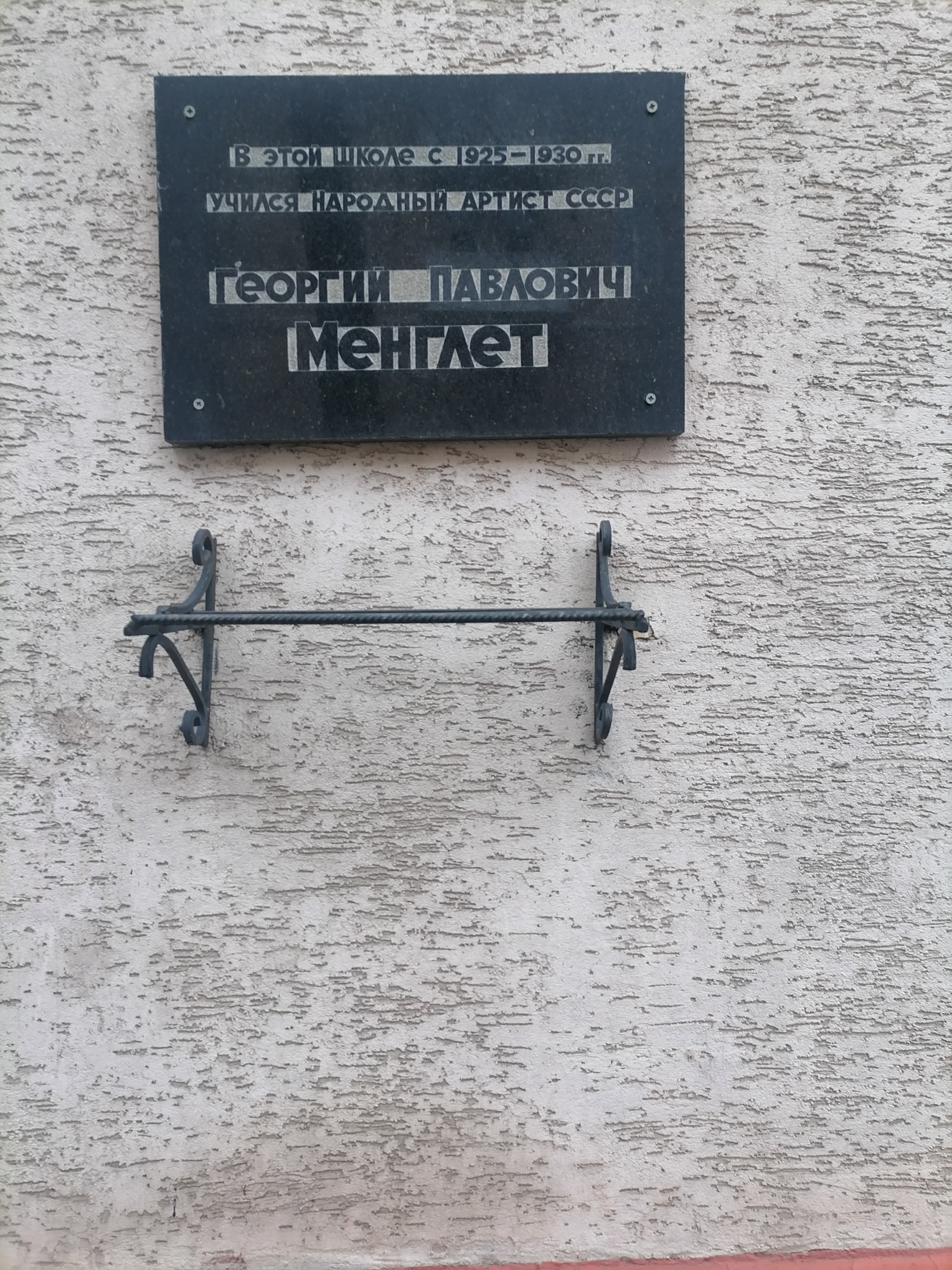
Воронеж. ул. Володарского, 60

В 1930 году окончил 1-ю Воронежскую советскую трудовую школу II ступени (мемориальная доска на д. 60 по улице Володарского). В Воронеже впервые вышел на театральную сцену.
В 1930—1933 годах учился в Центральном техникуме театрального искусства (ЦЕТЕТИСе) в Москве (ныне — ГИТИС), в классе А. П. Петровского.
В 1931 году параллельно с учёбой начал работать в Государственном историко-революционном театре, где за два года сыграл в спектаклях «По указу его величества» К. Л. Мур, «Чернышевский и Александр II» Н. Н. Лернера, а также роль Каюса в выпускном спектакле «Виндзорские проказницы» У. Шекспира (1933).
В 1932—1933 годах — актёр Московского театра сатиры.
В 1933—1935 годах играл в московской Театрально-литературной мастерской под руководством А. Д. Дикого, оказавшего решающее влияние на формирование таланта актёра. Менглет показал себя актёром острой и точной формы, меткой и часто злой хара́ктерности; обладал ярким импровизационным даром. Уже первая его роль в студии Дикого — любовника в интермедии Мигеля де Сервантеса «Ревнивый старик» (дата премьеры спектакля 19 декабря 1934 года считается «днём рождения» студии), и особенно роль приказчика Сергея в «Леди Макбет Мценского уезда» по Н. С. Лескову (1935), выявили характерные черты его артистической индивидуальности. В начале 1936 года студия Дикого была закрыта.
Летом 1936 года Дикий был назначен художественным руководителем Ленинградского Большого драматического театра имени М. Горького (БДТ). Большинство бывших студийцев режиссёр взял с собой, в их числе оказался и Георгий Менглет. После арестаА. Д. Дикого в августе 1937 года актёр решил создать новый театр — из студийцев-диковцев. Театр, по его замыслу, негласно должен был стать «театром Дикого», а гласно — русским драматическим театром в какой-нибудь отдалённой от Москвы республике, где постоянно действующего русского театра ещё не было. В Комитете по делам искусств при Совете народных комиссаров СССР им предложили Таджикскую ССР. В 1937 году Менглет покинул БДТ и с группой единомышленников отправился в столицу Таджикистана Сталинабад, где они основали Русский драматический театр, в 1940 году получивший имя В. В. Маяковского. На сцене этого театра сыграл более 20 ролей.

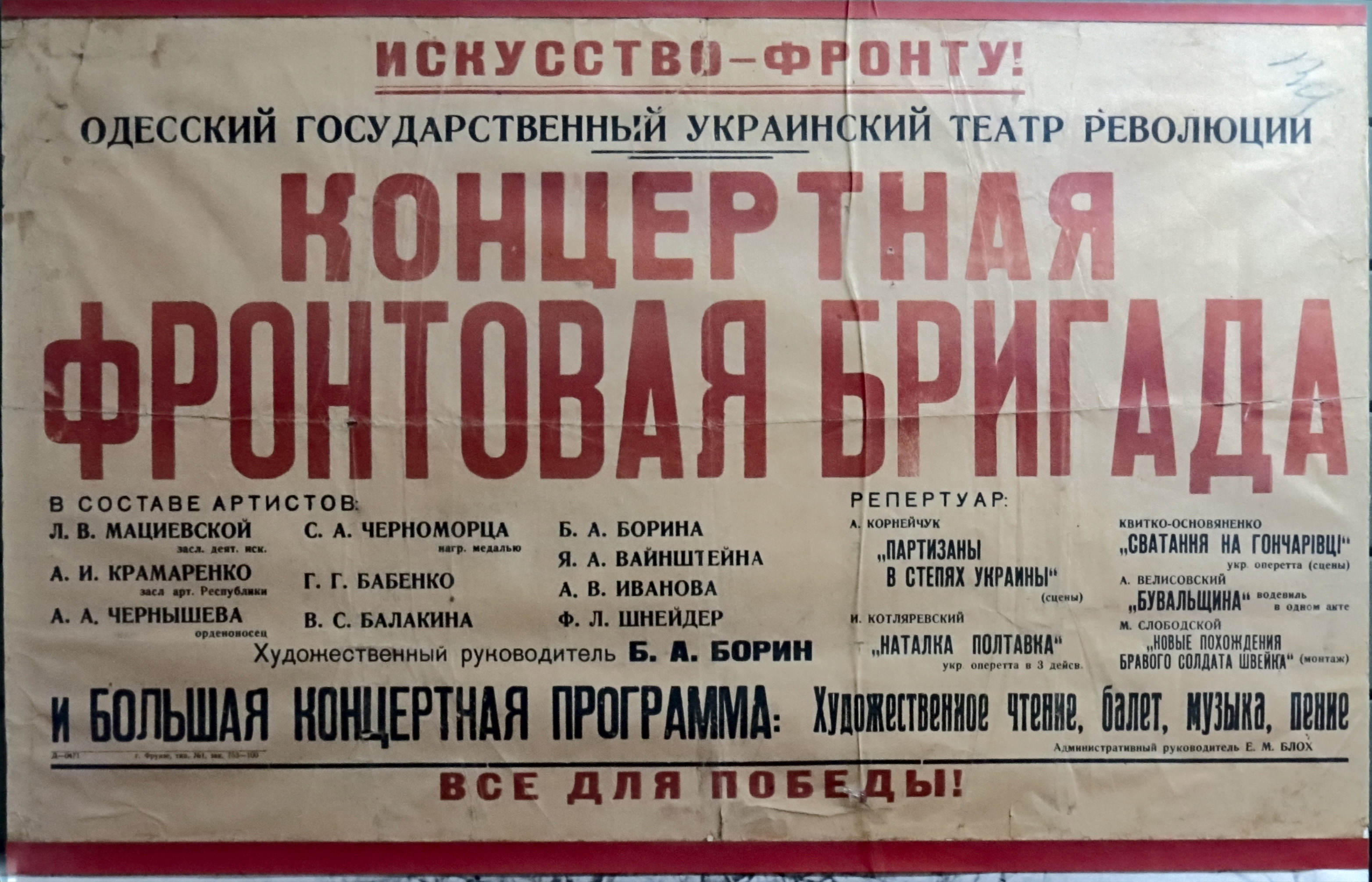
Афиша фронтового театра Таджикской ССР. Спектакль-отчёт «Салом, друзья!», 1943 год.

В 1943 году создал и стал художественным руководителем Первого фронтового театра Таджикской ССР, который, исколесив во время Великой Отечественной войны (1941—1945) множество фронтовых дорог с театрализованным концертом «Салом, друзья!», закончил свой путь в 1944 году в Румынии.
Несколько месяцев Георгий Менглет выступал на сцене Театра имени Е. Б. Вахтангова в Москве, но уже в ноябре 1945 года перешёл в Московский театр сатиры, в котором прослужил до конца жизни.
Менглет не любил сниматься в кино- и телефильмах (не считая телеспектаклей), отказывая всем режиссёрам. Одно из редких и ярких появлений Менглета на экране — телефильм «Ответный удар» 1975 года из цикла «Следствие ведут знатоки», где он исполнил роль директора свалки и главаря преступников Евгения Воронцова. Работа Менглета в этом телефильме вызвала очень высокие оценки как критиков, так и зрителей.
В 1985 году исполнил роль Уинстона Черчилля в фильме Евгения Матвеева «Победа».
Член КПСС с 1974 года.
Скончался 1 мая 2001 года в Москве на 89-м году жизни, в день 80-летия своей супруги актрисы Нины Архиповой.

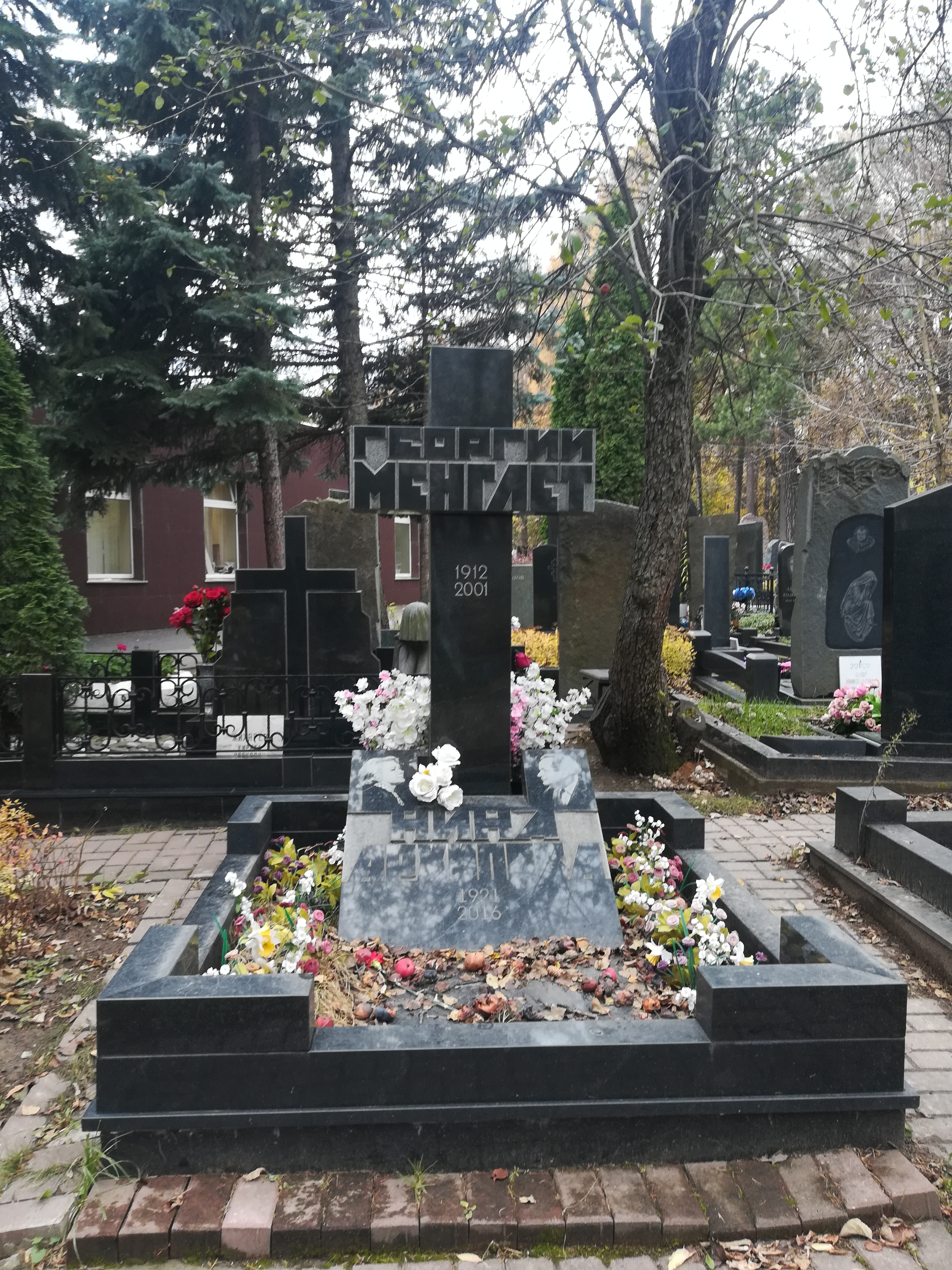
Могила супругов Георгия Менглета и Нины Архиповой на Кунцевском кладбище в Москве. 25 октября 2020 года.

Похоронен на Кунцевском кладбище (10 уч.) в Москве.

### Семья
Отец — Павел Владимирович Менглет (1884—1967), служащий. По некоторым данным, был выходцем из дворянской семьи Подольской губернии; начало российской ветки дворянского рода Менглетов положил французский капитан Людовик (Людвиг, Луи) Менглет (Mainglet).
Мать — Екатерина Михайловна Менглет (1887—1978), домохозяйка.
Первая жена — Валентина Григорьевна Королёва (1911—1986). Её мать — латышка Берта Ансовна Русман (1889—1981), профессиональная революционерка, 1906 году в Риге участвовала в убийстве директора фабрики за выдачу жандармам революционных рабочих, перешла на нелегальное положение, подвергалась арестам и ссылке в Енисейскую губернию, отец — русский. Она училась в ЦЕТЕТИСе одновременно с Менглетом, затем попала вместе с ним в бригаду, которая гастролировала по раскулаченным сёлам. Вскоре они поженились.
Дочь Майя Менглет (1935—2023) — заслуженная артистка РСФСР (1984).
Вторая жена — Нина Архипова (1921—2016), народная артистка РСФСР (1988).

### Увлечения
Болел за футбольную команду ЦСКА.

«… Папа всю жизнь был футбольным фанатом. Его ночью разбуди, спроси, кто в 1945 году забил гол в правый угол левой ногой команде ЦСКА, — он сразу же ответит. Он и меня приобщал к футболу — брал с собой на матчи. Я вместе с ним болела, орала, переживала. Он всю жизнь болел за ЦСКА. Я тоже стала болельщицей этой команды. Папа был для меня неотъемлем от театра и от футбола».— Майя Георгиевна Менглет, 2001 год.

## Творчество

### Роли в театре

#### Государственный историко-революционный театр (Москва)
- 1932 — «По указу Его Величества» К. Л. Мура (пост. А. Кричко) — Н. А. Добролюбов
- 1933 — «Чернышевский и Александр-2» Н. Н. Лернера (пост. И. Рапопорта и А. Козловского) — Андронадзе
- 1933 — «Виндзорские проказницы» У. Шекспира (пост. А. Кричко) — Каюс

#### Театр-студия под руководством А. Дикого(Москва)
- 1934 — «Ревнивый старик» М. де Сервантеса (реж. А. Д. Дикий) — Любовник
- 1935 — «Леди Макбет Мценского уезда» по Лескову (постановка А. Д. Дикого) — приказчик Сергей

#### Ленинградский Большой драматический театр имени М. Горького (БДТ)
- 1936 — «Аристократы» А. Ф. Погодина (реж. Б. Тамарин) — Боткин
- 1936 — «Матросы из Каттаро» Ф. Вольфа (реж. А. Д. Дикий) — прапорщик Сезан
- 1936 — «Русалка» по А. С. Пушкину (реж. А. Дикий, Б. Бабочкин, В. Ланге, С. Марголин, Я. Штейн) — Князь

#### Русский драматический театр имениВ. В. Маяковского(Сталинабад)
- 1937 — «Земля» Н. Е. Вирты (пост. Я. Штейна) — Листрат
- 1937 — «Ночной смотр» В. В. Шкваркина (пост. И. Савельева) — Верховский
- 1937 — «Очная ставка» братьев Тур и Л. Р. Шейнина (пост. А. Бендера) — шпион Иванов
- 1937 — «Пограничник» В. Н. Билль-Белоцерковского (пост. А. Бендера и П. Ершова) — Хитров
- 1937 — «Похищение Елены» Л. Вернейля (пост. А. Бендера) — Жермон
- 1938 — «Без вины виноватые» А. Н. Островского (пост. А. Бендера) — Незнамов
- 1938 — «На дне» М. Горького (пост. В. Ланге) — Барон
- 1938 — «Разлом» Б. А. Лавренёва (реж. М. М. Яншин и В. Ланге) — матрос Пузырь
- 1938 — «Волки и овцы» А. Н. Островского (пост. В. О. Топоркова и П. Ершова) — Беркутов
- 1938 — «Бесприданница» А. Н. Островского — Сергей Сергеевич Паратов
- 1939 — «Князь Мстислав Удалой» И. Л. Прута (пост. А. Бендера) — Лосенко
- 1939 — «Павел Греков» Б. И. Войтехова (пост. А. Бендера) — Сорокин
- 1939 — «Повесть о женщине» Л. Левина (пост. Г. Менглета) — Бережной
- 1939 — «Страшный суд» В. В. Шкваркина (пост. А. Бендера) — Блажевич
- 1940 — «Мой сын» Ш. Гергеля и О. С. Литовского (пост. В. Ланге) — Ковач
- 1940 — «Свадебное путешествие» В. А. Дыховичного и М. Р. Слободского (пост. С. Якушева) — Марк Громан
- 1941 — «Продолжение следует» А. Я. Бруштейн (пост. О. Солюса) — Макс
- 1942 — «Мать» К. Чапека (пост. С. Юткевича) — Пётр
- 1942 — «Дым отечества» братьев Тур и Л. Р. Шейнина (пост. В. Ланге) — Якутович
- 1942 — «Тот, кого искали» А. Б. Раскина (пост. О. Солюса) — Женечка
- 1942 — «Русские люди» К. М. Симонова (пост. О. Солюса) — Козловский
- 1942 — «Фронт» А. Е. Корнейчука (пост. В. Ланге) — Крикун
- 1942 — «Пропавший без вести» С. В. Михалкова и Н. Кружкова (пост. О. Солюса) — Николай Чирков

Постановки
- 1940 — «Сады цветут» В. С. Масса, Н. Куличенко
- 1940 — «За чем пойдешь, то и найдешь» А. Н. Островского

#### Первый фронтовой театрТаджикской ССРпод руководством Г. П. Менглета (Сталинабад)
- 1943 — «Салом, друзья!» Б. С. Ласкина и Н. Рожкова (пост. С. Юткевича) — фронтовик, лейтенант-лётчик и др.

#### Московский театр сатиры
- 1945 — «Пенелопа» С. Моэма (постановка Э. Краснянского) — Дик
- 1946 — «Человек с того света» В. А. Дыховичного и М. Р. Слободского (постановка Э. Краснянского) — Александр Иванович
- 1947 — «Время, вперед!» по В. П. Катаеву (постановка Н. Горчакова) — Маргулиес
- 1947 — «Встреча с юностью» А. Н. Арбузова (постановка О. Солюса) — Коля Шишкин
- 1947 — «Остров мира» Е. П. Петрова (постановка Н. Горчакова, Э. Краснянского) — Джекобс-младший
- 1948 — «Лев Гурыч Синичкин» Д. Т. Ленского по водевилю А. М. Бонди (постановка Э. Краснянского) — князь Ветринский
- 1949 — «Чужой ребёнок» В. В. Шкваркина (постановка Н. Горчакова) — Костя
- 1949 — «Роковое наследство» Л. Р. Шейнина (постановка Н. Петрова) — Джеймс Уорфилд
- 1949 — «Мешок соблазнов» Н. Базилевского, В. Нейштадта по рассказам М. Твена (постановка Н. Петрова) — Вильсон
- 1949 — «Кто виноват?» Г. Мдивани (постановка Э. Краснянского) — Волков
- 1950 — «Комедия ошибок» У. Шекспира (постановка Э. Краснянского) — Антифол Сиракузский и Антифол Эфесский
- 1950 — «Лондонские трущобы» Б. Шоу (постановка Э. Краснянского) — доктор Трэнч
- 1951 — «Их было трое» В. З. Масса, М. А. Червинского (постановка Э. Краснянского) — Чарльд Олбрайт
- 1951 — «Господин Дюруа» И. Л. Прута, А. Е. Штейнберга по Г. де Мопассану (постановка Э. Краснянского) — Жорж Дюруа
- 1952 — «Личная жизнь» К. Финкина (постановка Ю. Егорова, Ю. Победоносцева) — Иван Брыкин
- 1953 — «Где эта улица, где этот дом» В. А. Дыховичного и М. Р. Слободского (постановка Э. Краснянского) — Берёзкин
- 1953 — «Баня» В. В. Маяковского (постановка В. Плучека, С. Юткевича, Н. Петрова) — Победоносиков
- 1954 — «Лев Гурыч Синичкин» Д. Т. Ленского по водевилю А. М. Бонди (постановка Э. Краснянского) — Лев Гурыч
- 1955 — «Клоп» В. В. Маяковского (постановка В. Плучека, С. Юткевича) — Олег Баян
- 1956 — «Жорж де Валера» Ж.-П. Сартры (постановка В. Плучека) — Жорж де Валера
- 1957 — «Домик» по В. П. Катаеву (постановка Э. Краснянского) — Передышкин
- 1957 — «Ложь на длинных ногах» Э. де Филиппо (постановка Г. Георгиевского) — Либеро
- 1958 — «Мистерия-буфф» В. В. Маяковского (постановка В. Плучека) — немец
- 1958 — «На всякого мудреца довольно простоты» А. Н. Островского (постановка А. Лобанова) — Глумов
- 1959 — «Обнажённая со скрипкой» Н. Кауарда (постановка В. Плучека) — Себастьян, камердинер
- 1960 — «Смейся, паяц!» В. П. Строкопытова (постановка Г.Георгиевского) — Багрянцев
- 1960 — «200 тысяч на мелкие расходы» В. А. Дыховичного и М. Р. Слободского (постановка Э. Краснянского) — дядя Гриша
- 1960 — «Дамоклов меч» Н. Хикмета (постановка В. Плучека) — комиссионер
- 1961 — «Игроки» Н. В. Гоголя (постановка В. Плучека) — Степан Иванович Утешительный
- 1961 — «Четвёртый позвонок» Н. Слоновой по М. Ларни (постановка Д. Тункеля) — Говард Эткинсон
- 1961 — «Яблоко раздора» М. А. Бирюкова (постановка В. Плучека) — дед Северига
- 1962 — «Фунт лиха» С. Д. Нариньяни (постановка Д. Тункеля) — В.В.
- 1962 — «Наследники Рабурдена» Э. Золя (постановка В. Плучека) — доктор Мург
- 1962 — «Дом, где разбиваются сердца» Б. Шоу (постановка В. Плучека) — Гектор Хешебай
- 1963 — «Гурий Львович Синичкин» В. А. Дыховичного, М. Р. Слободского, В. З. Массы и М. А. Червинского (постановка Д. Тункеля) — Зефиров
- 1964 — «Обыкновенный человек» Б. Нушича (постановка П. Резникова) — Иованче Мицич
- 1964 — «Двенадцатифунтовый взгляд» Д. Барри (постановка О. Солюса) — Гарри Симс
- 1964 — «Бидерман и поджигатели» М. Фриша (постановка В. Плучека, М. Захарова) — Готлиб Бидерман
- 1965 — «Тёркин на том свете» по А. Т. Твардовскому (постановка В. Плучека) — читатель-дока
- 1966 — «Процесс Ричарда Ваверли» Р. Шнайдера (постановка З. Кюна) — адвокат доктор Андерсон
- 1966 — «Дом, где разбиваются сердца» Б. Шоу (постановка В. Плучека) — капитан Шотовер
- 1967 — «Дон Жуан, или Любовь к геометрии» М. Фриша (постановка В. Плучека) — отец Диего
- 1967 — «Интервенция» Л. И. Славина (постановка В. Плучека) — полковник Фредамбе
- 1967 — «Доходное место» А. Н. Островского (постановка М. Захарова) — Вышневский
- 1968 — «Банкет» А. М. Арканова и Г. И. Горина (постановка М. Захарова) — Брюкин
- 1969 — «Безумный день, или Женитьба Фигаро» Бомарше (постановка В. Плучека) — Дон Гусман Бридуазон
- 1969 — «Брак поневоле» Ж.-Б. Мольера (постановка Н. Дешко) — Сгапарель
- 1970 — «Офицер флота» А. А. Крона (постановка М. Микаэлян) — художник Иван Константинович
- 1970 — «Судьба Овода» по роману Э. Войнич (постановка Ю. Кротенко) — Монтанелли

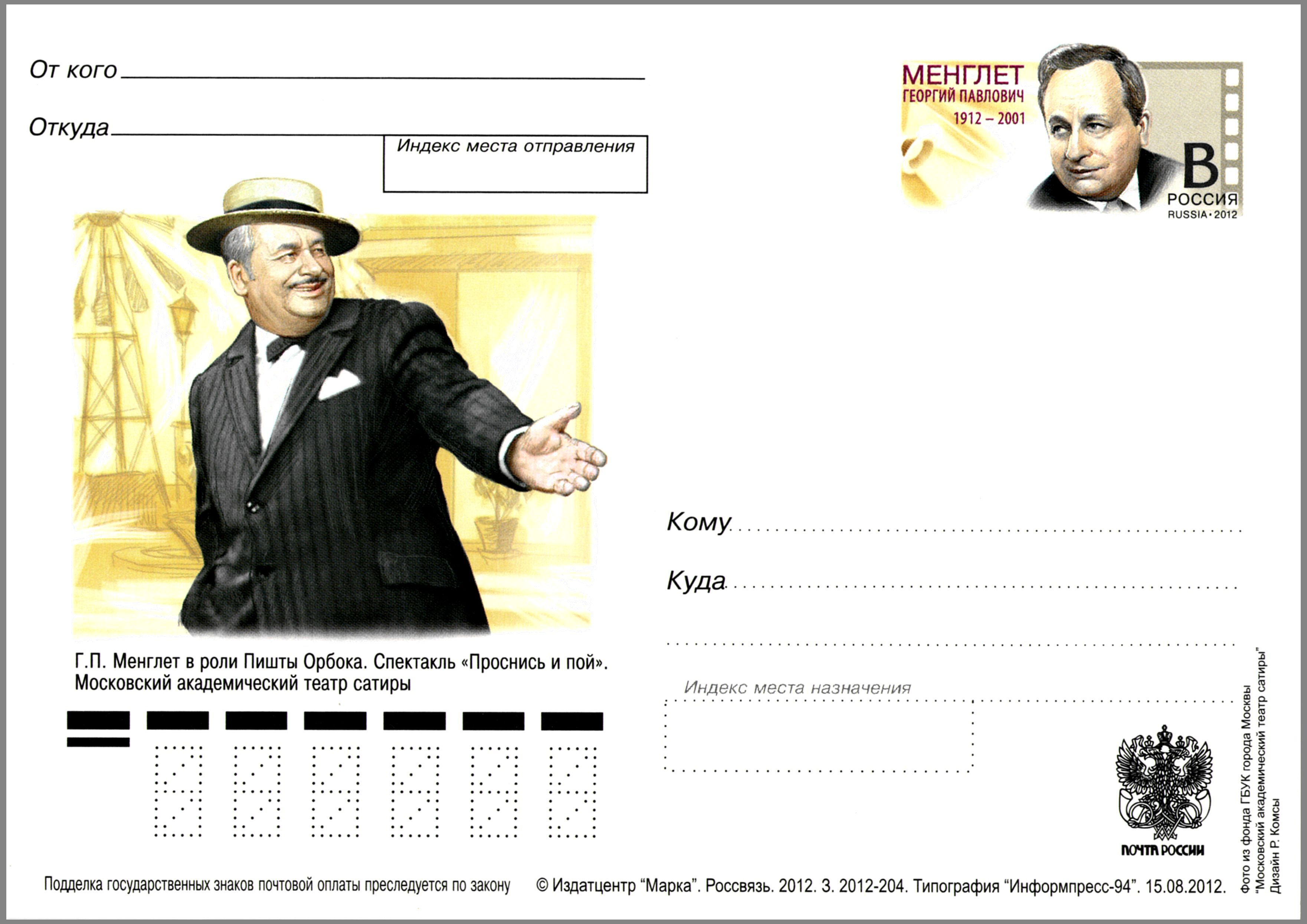
Георгий Менглет в роли Пишты Орбока. Спектакль «Проснись и пой!», Московский академический театр сатиры, 1970 год. Почтовая карточка, выпущенная к 100-летию со дня рождения актёра. Россия, 2012 год..

- 1970 — «Проснись и пой!» М. Дьярфаша (постановка М. Захарова и А. Ширвиндта) — Пишта Орбок
- 1970 — «Впотьмах» А. И. Куприна (постановка М. Микаэлян) — Кашперов
- 1971 — «Темп-1929» по произведениям Н. Ф. Погодина (постановка М. Захарова) — Орджоникидзе
- 1972 — «Ревизор» Н. В. Гоголя (постановка В. Плучека) — Артемий Филиппович Земляника, попечитель богоугодных заведений
- 1972 — «Падение Тапра» Д. Афруза (постановка С. Евлахишвили) — Ахмет
- 1974 — «Таблетку под язык» А. Е. Макаёнка (постановка В. Плучека) — Каравай
- 1974 — «Пощёчина» С. В. Михалкова (постановка В. Плучека, Л. Эйдлина) — профессор Щеглов
- 1975 — «Ремонт» М. М. Рощина (постановка В. Плучека) — человек в шлёпанцах
- 1975 — «Пена» С. В. Михалкова (постановка В. Плучека) — Пал Палыч Махонин
- 1977 — «Андро и Сандро» Г. Д. Хугаева (постановка Г. Давидова) — Сандро
- 1977 — «Бег» М. А. Булгакова (постановка В. Плучека) — Корзухин
- 1978 — «Мы, нижеподписавшиеся» А. И. Гельмана (постановка В. Плучека) — Юрий Николаевич Девятов
- 1980 — «Её превосходительство» С. И. Алёшина (постановка А. Ширвиндта) — Карл
- 1980 — «Чудак» Н. Хикмета (постановка В. Кондратьева, В. Плучека) — Реджеб Бей
- 1981 — «Бешеные деньги» А. Н. Островского (постановка А. Миронова) — Кучумов
- 1982 — «Самоубийца» Н. Р. Эрдмана (постановка В. Плучека) — Аристарх Доминакович Гранд-Скубик
- 1984 — «Крамнэгел» П. Устинова (постановка П. Холмского) — сэр Невилл Ним
- 1984 — «Вишнёвый сад» А. П. Чехова (постановка В. Плучека) — Фирс
- 1985 — «Молчи, грусть, молчи…» А. Ширвиндта (постановка А. Ширвиндта) — Подколесин
- 1986 — «Бремя решения» Ф. М. Бурлацкого (постановка В. Плучека) — Эдгар Гувер
- 1987 — «Последние» М. Горького (постановка А. Папанова) — Иван Коломийцев
- 1988 — «Страсти Черноморья» Ф. А. Искандера (постановка А. Ширвиндта) — Первый пенсионер
- 1988 — «Трибунал» В. Н. Войновича (постановка В. Плучека) — председатель
- 1992 — «Горячее сердце» А. Н. Островского (постановка В. Плучека) — Серапион Мардарьич Градобоев

Постановки
- 1964 — «Ложь для узкого круга» А. Д. Салынского

#### Театр «Вернисаж»(Москва)
- «Скупой рыцарь» А. С. Пушкина — Барон

### Роли в кино
1. 1942 — Швейк готовится к бою — Вацлав Рышанек, чешский коммунист
2. 1943 — Лермонтов — Александр Иларионович Васильчиков, князь
3. 1963 — Короткие истории — начальник
4. 1967 — Фитиль (выпуск № 60 «Тяжёлый случай») —
5. 1975 — Следствие ведут ЗнаТоКи. Ответный удар — Евгений Евгеньевич Воронцов, директор городской свалки
6. 1985 — Победа — Уинстон Черчилль, премьер-министр Великобритании

### Телеспектакли
- 1959 — Обнажённая со скрипкой — Себастьян
- 1960 — Игроки — Степан Иванович Утешительный
- 1960 — Сизиф и смерть
- 1962 — Интервью у весны — ВВ из редакции
- 1962 — Наследники Рабурдэна — дoктop Mуpк
- 1965 — Двенадцатифунтовый взгляд — Гарри Симс
- 1965 — Обыкновенный человек — Иованче Мицич
- 1966 — Лабиринт — Директор газеты
- 1966 — Театральные встречи БДТ в Москве — артист
- 1968—1981 — Кабачок «13 стульев» — Мамонт Маломальский
- 1969 — Швейк во второй мировой войне — Буллингер
- 1970 — Судьба Овода — Монтанелли
- 1971 — Офицер флота — художник Иван Константинович
- 1971 — Терем-теремок — Кашперов
- 1972 — Падение Тапра — Ахмет
- 1973 — Безумный день, или Женитьба Фигаро — Дон Гусман Бридуазон
- 1974 — Проснись и пой! — Пишта Орбок
- 1975 — Дом, где разбиваются сердца — капитан Шотовер
- 1977 — Андро и Сандро — Сандро
- 1976 — Ну, публика! — Михаил, тайный советник
- 1976 — Пощёчина — Иван Иванович Щеглов
- 1977 — Пена — Махонин Пал Палыч
- 1978 — Таблетку под язык — Владимир Андреевич Каравай
- 1982 — Ревизор — Артемий Филиппович Земляника, попечитель богоугодных заведений
- 1984 — Крамнэгел — сэр Невилл Ним
- 1989 — Самоубийца — Гранд-Скубик Аристарх Доминикович
- 1999 — Скупой рыцарь — Барон
- 2001 — Андрюша

### Озвучивание мультфильмов
- 1977 — Марусина карусель — директор цирка
- 1978 — Робинзон Кузя — Толстый Кот

### Участие в документальных фильмах
- 1989 — Голос памяти
- 1994 — Валентина Георгиевна, ваш выход!

## Звания и награды
- 1939 — Заслуженный артист Таджикской ССР
- 1941 — Орден «Знак Почёта»[9]
- 1943 — Народный артист Таджикской ССР — за роль Незнамова в спектакле «Без вины виноватые» А. Н. Островского
- 1956 — Народный артист РСФСР
- 1974 — Народный артист СССР
- 1977 — Государственная премия РСФСР имени К. С. Станиславского — за исполнение роли Пал Палыча Махонина в спектакле «Пена» С. В. Михалкова
- 1982 — Орден Трудового Красного Знамени (16 сентября 1982 года) — за заслуги в развитии советского театрального искусства и в связи с семидесятилетием со дня рождения[10]
- 1997 — Орден «За заслуги перед Отечеством» IV степени (7 ноября 1997 года) — за большой личный вклад в развитие театрального искусства[11]
- Медаль «За доблестный труд в Великой Отечественной войне 1941—1945 гг.»
- Медаль «В память 850-летия Москвы»
- 2000 — Первая премия «России первая любовь» в номинации «За верность Пушкинскому слову» за лучшую мужскую роль — за роль Барона в спектакле «Скупой рыцарь» по А. С. Пушкину в театре «Вернисаж» в Москве.